# Медина Васкес, Диего
Дие́го Хавье́р Меди́на Ва́скес (исп. Diego Javier Medina Vázquez; род. 12 марта 2001, Торреон, Коауила) — мексиканский футболист, вингер клуба «Сантос Лагуна».

## Клубная карьера
Медина — воспитанник клуба «Сантос Лагуна». 31 июля 2019 года в поединке Кубка Мексики против «Коррекаминос» игрок дебютировал за основной состав. Летом 2020 года Медина на правах аренды перешёл в «Тампико Мадеро». 31 августа в матче против «Тепатлана» он дебютировал в Ассенсо MX. 10 февраля в поединке против «Алебрихес де Оахака» Диего забил свой первый гол за «Тампико Мадеро». По окончании аренды игрок вернулся в «Сантос Лагуна». В январе 2022 года в матче против «Некаксы» он дебютировал в мексиканской Примере. 28 февраля в поединке против «Крус Асуль» Диего забил свой первый гол за «Сантос Лагуна».